# Hubertus zu Löwenstein-Wertheim-Freudenberg
Pour les articles homonymes, voir Löwenstein (homonymie).
Hubertus zu Löwenstein-Wertheim-Freudenberg, né le 14 octobre 1906 au château de Schönwörth à Kufstein et mort le 28 novembre 1984 à Bonn, est un journaliste, écrivain et homme politique allemand.

## Biographie
Hubertus Friedrich, prince zu Löwenstein-Wertheim-Freudenberg, vient de la famille des comtes de Löwenstein-Scharffeneck, une branche créée en 1552. Ses parents sont le comte Maximilian von Löwenstein-Scharffeneck et la baronne Constance von Worms ; ils divorcent en 1912. En 1915, son père se remarie avec Adelheid Freiin von Berlichingen. Hubertus a deux frères et deux sœurs. Plus tard, il prend le titre de Prinz. Le 4 avril 1929, il épouse à Palerme Helga Schuylenburg, avec qui il a trois filles.
Il passe sa scolarité à Gmunden, Bamberg, Wurtzbourg, Pasing et Klagenfurt. De 1924 à 1928, il étudie le droit et les sciences politiques à Munich, Hambourg, Genève et Berlin. Après un réferendariat à la Kammergericht de Berlin, il obtient un doctorat en 1931 avec une thèse sur "les contours et les idées de l'État fasciste et sa réalisation" où le républicain montre les dangers de Hitler d'un point de vue bourgeois. Il devient ensuite éditorialiste pour le Vossische Zeitung, le Berliner Tageblatt et le Berliner Börsen-Courier.

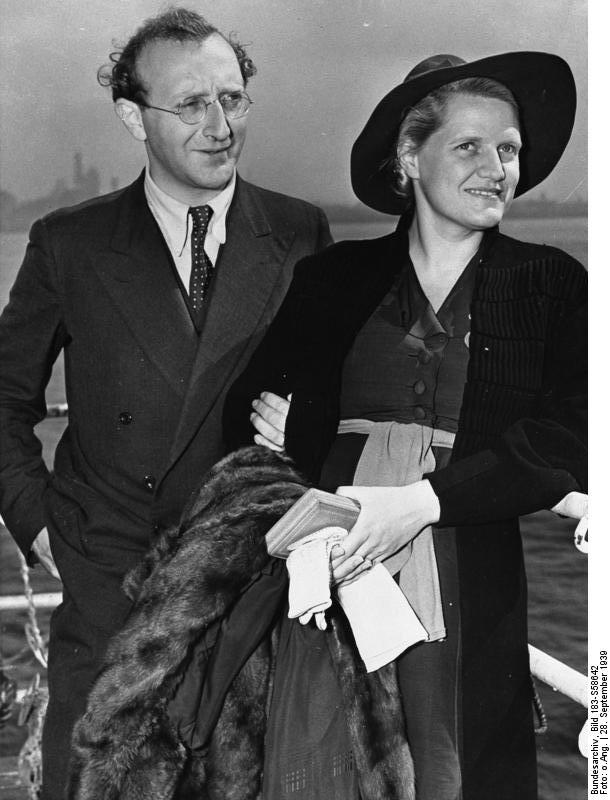
Helga Maria et Hubertus Prinz zu Löwenstein à leur arrivée à New York en 1939

En 1933, il émigre en Autriche. En 1934, il est rédacteur en cher et éditeur de l'hebdomadaire Das Reich à Sarrebruck. Il se prononce contre le retour du territoire du Bassin de la Sarre vers l'Allemagne nazie et pour la prolongation de la mission de la Société des Nations, afin de former un gouvernement allemand en exil. En raison de son livre Nach Hitlers Sturz – Deutschlands kommendes Reich, qui imagine la chute d'Hitler, il perd sa nationalité allemande. Il s'en va en Angleterre en 1935 puis aux États-Unis en 1936 où il est nommé professeur de droit constitutionnel et d'histoire. Il crée l'American Guild for German Cultural Freedom et la Deutsche Akademie der Künste und Wissenschaften im Exil. La ligue soutient les républicains dans la guerre d'Espagne.
Löwenstein revient en Allemagne en 1946 et devient le chef du bureau de presse de Caritas à Brême. Il obtient aussi un poste d'enseignant en histoire et en droit constitutionnel à l'université de Heidelberg. En 1950 et 1951, il participe à des campagnes demandant la restitution de Heligoland puis de la Sarre à l'Allemagne. Entre 1951 et 1953, il est à la tête du comité de rédaction sud-allemand de l'hebdomadaire Die Zeit.
Le 31 octobre 1956, il va dans l'insurrection de Budapest pour soutenir les insurgés et témoigner du soutien de l'Occident. Il parle à la radio et rencontre des membres du gouvernement et le cardinal József Mindszenty dans sa prison. Après l'invasion des troupes soviétiques, il est arrêté, interrogé à plusieurs reprises et finalement expulsé. De 1960 à 1971, il est conseiller spécial auprès du service de presse et d'information du gouvernement fédéral.

## Engagement politique
Durant la République de Weimar, Löwenstein appartient au Zentrum. Par ailleurs, il est membre de la Reichsbanner Schwarz-Rot-Gold et s'occupe à Berlin-Brandenbourg d'une organisation auprès des enfants de 10 à 14 ans. Il appartient à la minorité de l'organisation para-militaire qui prône un "leader charismatique".
Après la Seconde Guerre mondiale, il rejoint d'abord le FDP pour lequel il est membre du Bundestag de 1953 à 1957. Il quitte le FDP le 6 juin 1957 puis rejoint quelques semaines après le Parti allemand et la Sarre. Lors des élections fédérales allemandes de 1957, il n'obtient que 0,7% des voix. Quelques années plus tard, il s'inscrit à la CDU.

## Œuvre
En plus de nombreux livres et articles sur les questions politiques et une histoire de l'Allemagne de nombreuses fois rééditée, Lowenstein écrit également des romans historiques se passant durant la Rome antique.
Écrits politiques et historiques
- Die Tragödie eines Volkes. Deutschland 1918–1934. Steenuil-Verlag, Amsterdam 1934.
- Deutsche Geschichte. Scheffler, Frankfurt a.M. 1951. 8. Auflage, Herbig, München, 1984,  (ISBN 3-7766-0920-6).
- Stresemann. Das deutsche Schicksal im Spiegel seines Lebens. Scheffler, Frankfurt a.M. 1952.
- Kleine Deutsche Geschichte. Scheffler, Frankfurt a.M. 1953.
- (Avec Volkmar von Zühlsdorff) Deutschlands Schicksal 1945–1957. Athenäum, Bonn 1957.
- (Avec Volkmar von Zühlsdorff) Die Verteidigung des Westens. Athenäum, Bonn 1960.
- Botschafter ohne Auftrag. Lebensbericht. Droste, Düsseldorf 1972,  (ISBN 3-7700-0316-0).
- Capri für Kenner. Langen-Müller, München 1979,  (ISBN 3-7844-1724-8).
- Rom. Reich ohne Ende. Propyläen, Frankfurt/M. 1979,  (ISBN 3-549-05356-8).

Romans
- Die Lanze des Longinus. Kerle, Heidelberg, 1948.
- Der Adler und das Kreuz. Legende. Kerle, Heidelberg, 1950.
- Seneca – Kaiser ohne Purpur. Philosoph, Staatsmann und Verschwörer. Langen-Müller, München 1975,  (ISBN 3-7844-1573-3).
- Tiberius. Der Republikaner auf dem Cäsarenthron. Langen-Müller, München 1977.
- Traianus. Weltherrscher im Aufgang des Christentums. Langen Müller, München 1981,  (ISBN 3-7844-1905-4).
- Konstantin der Große. Schöpfer des christlichen Europa. Langen Müller, München 1983,  (ISBN 3-7844-1994-1).
- Alabanda oder der deutsche Jüngling in Griechenland. Langen Müller, München 1986,  (ISBN 3-7844-2092-3).